# 霧雨飄零之森
《霧雨飄零之森》（日语：霧雨が降る森）是一款由星屑KRNKRN（真田まこと）製作的解謎類免費遊戲。遊戲對應Microsoft Windows平台，於2013年10月11日發行。由名束くだん改編的漫畫版，於《月刊Comic Gene》4月號至11月號期間進行連載，單行本全4卷。
2022年11月16日，于steam平台上架遊戲重製版，增加大量角色，劇情大幅度增加內容並且部分修改。

## 故事簡介
父母雙亡後變成孑然一身的主角，某天在雙親的房間發現一張標記著「阿座河村」的照片。

照片中映有父母、年幼的自己，以及記憶裡完全沒有印象的爺爺。

「──莫非，這裡就是父母的故鄉？」

心中懷揣寂寞與期待，主角為了尋覓雙親的身影來到阿座河村。

然而，那裡卻是她絕對不能前往的「約定之地」──

## 登場人物
※配音左為廣播劇CD版本，右為朗讀劇版本。
神崎詩織（聲：生天目仁美/久保田未夢、瀨戶麻沙美）
本作主角。春夏出生。19歲生日前夕父母因車禍雙亡，為找尋爺爺與雙親過去的蹤跡來到阿座河村資料館進行調查。
性格剛強，友善且富有正義感，有強烈的自我犧牲傾向，容易將責任全往自己身上攬，當年在森林附近偶遇迷路的須賀，以此為契機與之交好並締結了可貴的情誼，小時候曾與子狩鬼訂下約定，後被家人以夜光石消除記憶並帶往城市養育。
學生時期曾參加過籃球社，運動神經很強，過去曾獨自擊退數名欺負須賀的男孩，兒時愛玩的「戰鬥遊戲」讓現在的須賀聽了都能大驚失色。
在遊戲版最佳結局「兩人的約定」和漫畫版結局成功讓子狩鬼與孩子們的亡靈得到淨化，最終和恢復聲音的須賀重逢。
須賀孝太郎（聲：浅沼晋太郎/濱野大輝）
阿座河村資料館管理員。夏秋出生。左撇子，手持模型刀，個性木訥，因不能說話而以筆談與他人交流。十分不歡迎詩織的到來，屢次告誡詩織不准進入森林。
高瘦的身型搭配一身漆黑的裝束被佐久間稱作「黑色電線桿」。腳程快速，製作的料理總是宛如黑炭。
實為詩織的兒時玩伴，當年進入森林尋找母親被子狩鬼捕獲，詩織即時趕到並替其與子狩鬼定下約定才逃過一劫，須賀則以自己的聲音為交換延續了詩織履行約定的期限。爾後由詩織的爺爺撫育成人並擔任管理員一職，防止亡靈跑出森林的同時避免村里的孩子們闖入森林。
小時候性格內向、愛哭。身負「那男人」的詛咒，平日進行加工夜光石的工作。因同時背負了「詛咒」與「約定」，是個唯有獲得子狩鬼原諒方可得到幸福的角色。
在遊戲版最佳結局「兩人的約定」和漫畫版結局取回了自己的聲音，最終和詩織重逢。
佐久間美夜子（聲：日高里菜/小原好美）
時常進出資料館的女國中生。秋冬出生。與詩織關係良好，身材嬌小，因具靈異體質與同儕關係疏遠，逃課晚歸的慣犯，平時受盡望月巡查的關照。
望月洋介（聲：伊藤健太郎/赤羽根健治）
阿座河村新來的巡查。夏季出生。對村子仍不太熟悉，為人十分熱心。
相當受圍繞在佐久間身旁的幽靈們喜愛。

## 用語
夜光石
閃爍藍光的石頭，有護身符的效果。
子狩鬼（聲：新井美里（廣播劇CD）/大原沙耶香、日笠陽子（朗讀劇））
阿座河村傳說中的妖怪。會與進入森林的孩子們定下「約定」並將其殺害。

## 結局
本遊戲一共5種結局，重製版追加了結局6和後日談結局。
END 1：兩人的約定
全員存活。子狩鬼與孩子們的亡靈得到淨化，須賀取回了自己的聲音。漫畫改編版採用此結局。
END 2：消失的約定
全員存活。子狩鬼仍在尋找詩織，須賀以夜光石再次消除了詩織的記憶。
END 3：約定的守護者
全員存活。子狩鬼消失，須賀待在資料館以防孩子們的亡靈跑出森林，詩織回到城市生活。
END 4：他所守護的約定
須賀死亡。詩織因夜光石幸免於難。
END 5：被打破的約定，被兌現的約定
須賀死亡。詩織精神崩潰，回到森林自取滅亡。
END 6：與森之神的約定
詩織死亡。佐久間被換來逃出森林，森之神的力量得到復原，將子狩鬼和亡靈完全吞噬，森林恢復平靜，佐久間精神崩潰，須賀取回了自己的聲音。為重製版新增。
BOOK END ：依舊緊閉的門扉
詩織沒有打開相簿。為重製版新增。
BOOK END ：空殼般的短暫夏日
詩織毫無所獲離開了阿座河村史料館並回到城裡。為重製版新增。
END 0：不需要約定
END 1通關後的後日談劇情結局，為重製版新增。

## 關聯商品

### 漫畫
| 卷數 | KADOKAWA       | KADOKAWA           | 東立出版社    | 東立出版社             |
| 卷數 | 發售日期       | ISBN               | 發售日期      | ISBN                   |
| ---- | -------------- | ------------------ | ------------- | ---------------------- |
| 1    | 2014年6月27日  | ISBN 9784040668031 | 2016年9月26日 | ISBN 978-986-431-630-4 |
| 2    | 2014年11月27日 | ISBN 9784040672076 | 2017年5月2日  | ISBN 978-986-431-631-1 |
| 3    | 2015年5月27日  | ISBN 9784040675282 | 2018年6月1日  | ISBN 978-986-431-763-9 |
| 4    | 2015年11月27日 | ISBN 9784040678481 |               |                        |

### 輕小說
| 卷數 | 日版標題 | KADOKAWA       | KADOKAWA           |
| 卷數 | 日版標題 | 發售日期       | ISBN               |
| ---- | -------- | -------------- | ------------------ |
| 1    |          | 2014年9月9日   | ISBN 9784047298668 |
| 2    |          | 2015年4月30日  | ISBN 9784047302013 |
| 3    |          | 2015年11月30日 | ISBN 9784047308237 |

### 官方設定集
| 卷數 | 日版標題 | KADOKAWA      | KADOKAWA           |
| 卷數 | 日版標題 | 發行日期      | ISBN               |
| ---- | -------- | ------------- | ------------------ |
| 1    |          | 2015年3月31日 | ISBN 9784047303751 |

### 廣播劇CD
| 1 |  | 2014年9月24日 | FFCG-0013 |

## 外部連結
- 遊戲官方網站 （页面存档备份，存于） （日語）